# Рівняння Шредінгера
Рівняння Шредінгера — основне рівняння руху нерелятивістської квантової механіки, яке визначає закон еволюції квантової системи з часом.
{\displaystyle i\hbar {d \over dt}\left|\psi (t)\right\rangle ={\hat {H}}\left|\psi (t)\right\rangle .},
де {\displaystyle \left|\psi (t)\right\rangle } — хвильова функція, {\displaystyle {\hat {H}}} — гамільтоніан. Уперше це рівняння опублікував Ервін Шредінгер 1926 року.
Для вільної частинки у координатному зображенні рівняння Шредінгера має вигляд 
{\displaystyle i\hbar {d\psi (\mathbf {r} ,t) \over dt}=-{\frac {\hbar ^{2}}{2m}}\Delta \psi (\mathbf {r} ,t),}
де {\displaystyle \Delta } — оператор Лапласа, а m — маса частинки, тобто є хвильовим рівнянням, розв'язками якого є хвилі з квадратичним законом дисперсії: 
{\displaystyle \hbar \omega ={\frac {\hbar ^{2}\mathbf {k} ^{2}}{2m}}}.
Отже, рівняння Шредінгера описує хвилі де Бройля, але водночас для частинки в зовнішньому потенціалі рівняння має розв'язки, локалізовані в просторі. Спектр таких розв'язків дискретний. Зокрема, рівняння Шредінгера розв'язується точно для частинки в кулонівському потенціалі, тобто відтворює енергетичний спектр атома водню.
Завдяки цій можливості опису різноманітних систем рівняння Шредінгера широко використовують для дослідження широкого спектра задач квантової фізики та квантової хімії.

## Властивості
Внаслідок квантового принципу суперпозиції станів рівняння, що описує еволюцію системи, має бути лінійним. Рівняння Шредінгера є саме таким, тобто, якщо дві хвильові функції {\displaystyle |\varphi (t)\rangle } та {\displaystyle |\chi (t)\rangle } задовольняють рівнянню Шредінгрера, то суперпозиція 
{\displaystyle |\psi (t)\rangle =a|\varphi (t)\rangle +b|\chi (t)\rangle },
з довільними комплексними коефіцієнтами a і b теж йому задовільняє. 
Рівняння Шредінгера не інваріантне щодо перетворень Лоренца, тобто справедливе лише для частинок, швидкість яких набагато менша за швидкість світла. Загальніше рівняння Дірака переходить у рівняння Шредінгера за малих швидкостей. Тому при взаємодії з магнітним полем (яке є чисто релятивістським явищем) у загальному випадку не можна використовувати звичайне рівняння Шредінгера, а потрібно враховувати релятивістські поправки, зокрема спін (дивіться рівняння Паулі).
Комплексно спряжене рівняння
{\displaystyle -i\hbar {\frac {\partial \left|\psi ^{*}\right\rangle }{\partial t}}={\hat {H}}\left|\psi ^{*}\right\rangle },
збігається з рівнянням Шредінгера, якщо замінити t на −t, а хвильову функцію {\displaystyle \left|\psi \right\rangle \,} на {\displaystyle \left|\psi ^{*}\right\rangle }. Цей факт відображає зворотність процесів у квантовій механіці.
У граничному випадку {\displaystyle \hbar \rightarrow 0} рівняння Шредінгера зводиться до рівняння Гамільтона-Якобі класичної механіки, що означає сумісність квантового опису фізичної системи з класичним (дивіться Квазікласичне наближення).

## Детермінізм
Для визначення хвильової функції будь-якої нерелятивістської квантовомеханічної системи необхідно розв'язати рівняння Шредінгера з початковими умовами
{\displaystyle \left|\psi (0)\right\rangle =\left|\psi _{0}\right\rangle \,},
де {\displaystyle \left|\psi _{0}\right\rangle \,} — певне початкове значення хвильової функції.
Ця умова аналогічна постановці основної задачі класичної механіки: знання початкових умов і рівняння руху повністю визначає поведінку системи в наступні моменти часу. Цей принцип називаються квантовим детермінізмом. Якщо в класичній механіці для визначення еволюції фізичної системи за законами Ньютона потрібно знати початкові положення і швидкості частинок, то в квантовій механіці принципово неможливо точно визначити одночасно координати та швидкості; натомість необхідно знати початкову хвильову функцію, яка містить набагато більше інформації. 
Підготувати квантовомеханічну систему у стані з відомою початковою хвильовою функцією для реального експерименту буває складно. У випадку, коли це ускладнено, застосовується матриця густини.

## Формальний розв'язок
Формальний розв'язок рівняння Шредінгера
{\displaystyle \left|\psi (t)\right\rangle =\exp \left(-{\frac {i}{\hbar }}{\hat {H}}t\right)\left|\psi _{0}\right\rangle }
Тут {\displaystyle \exp \left(-{\frac {i}{\hbar }}{\hat {H}}t\right)} є не числом, а оператором, який називають оператором еволюції.

## Стаціонарне рівняння Шредінгера

Три розв’язки рівняння Шредінгера для гармонійного осцилятора. Перші два є стаціонарними— амплітуда ймовірностей знаходження частинки є незмінною, хоча сама функція змінюється з часом.

Якщо гамільтоніан квантової системи не залежить від часу, рівняння Шредінгера можна розв'язати відносно часу методом розділення змінних і отримати так зване стаціонарне рівняння Шредінгера
{\displaystyle {\hat {H}}\left|\psi \right\rangle =E\left|\psi \right\rangle },
де E — певне дійсне число, яке інтерпретують, як енергію. Це рівняння є рівнянням на власні значення. Розв'язуючи його знаходять енергетичний спектр квантової системи, тобто такі значення E, при яких розв'язок існує. Кожному власному значенню {\displaystyle E_{n}} стаціонарного рівняння Шредінгера відповідає власний вектор {\displaystyle |\psi _{n}\rangle }.
Загальний розв'язок часового рівняння Шредінгера тоді записується у вигляді:
{\displaystyle \left|\psi (t)\right\rangle =\sum _{n}a_{n}e^{-{\frac {i}{\hbar }}E_{n}t}\left|\psi _{n}\right\rangle },
де {\displaystyle a_{n}} — комплексні коефіцієнти, які можна визначити з початкових умов.
У разі, коли гамільтоніан квантової системи залежить від часу, наприклад, при взаємодії системи з електромагнітною хвилею, перехід до стаціонарного рівняння Шредінгера неможливий. В такій квантовій системі енергія не зберігається, система може поглинати енергію хвилі або віддавати її хвилі.

## Методи розв'язку
Рівняння Шредінгера розв'язується аналітично для невеликого числа задач, більшість з яких модельні. Важливими фізичними системами, для яких існують точні розв'язки є задача про вільну частинку і задача двох тіл з кулонівським потенціалом взаємодії, окремими випадками якої є задача про енергетичний спектр атома водню та про задача про резерфордівське розсіяння. Модельні задачі допомагають зрозуміти важливі квантові ефекти, такі, наприклад, як тунелювання. Для складніших фізичних систем розроблено різноманітні методи наближеного розв'язування, зокрема, теорія збурень, варіаційний метод тощо.
Більшість методів наближеного розв'язування, як аналітичних, так і чисельних, стосуються стаціонарного рівняння Шредінгера. Часове рівняння Шредінгера набуває значення тоді, коли в фізичній системі є взаємодія, яка залежить від часу, наприклад, коли система перебуває в змінному електромагнітному полі. Тоді система не може довільно довго зберігати свою енергію, у ній відбуваються переходи з поглинанням енергії від поля, або передачею енергії полю. Імовірності таких процесів дозволяє визначити часова теорія збурень.